# Bredia hirsuta
Bredia hirsuta es una especie  de planta fanerógama pertenecientes a la familia Melastomataceae.   Es originaria de China.

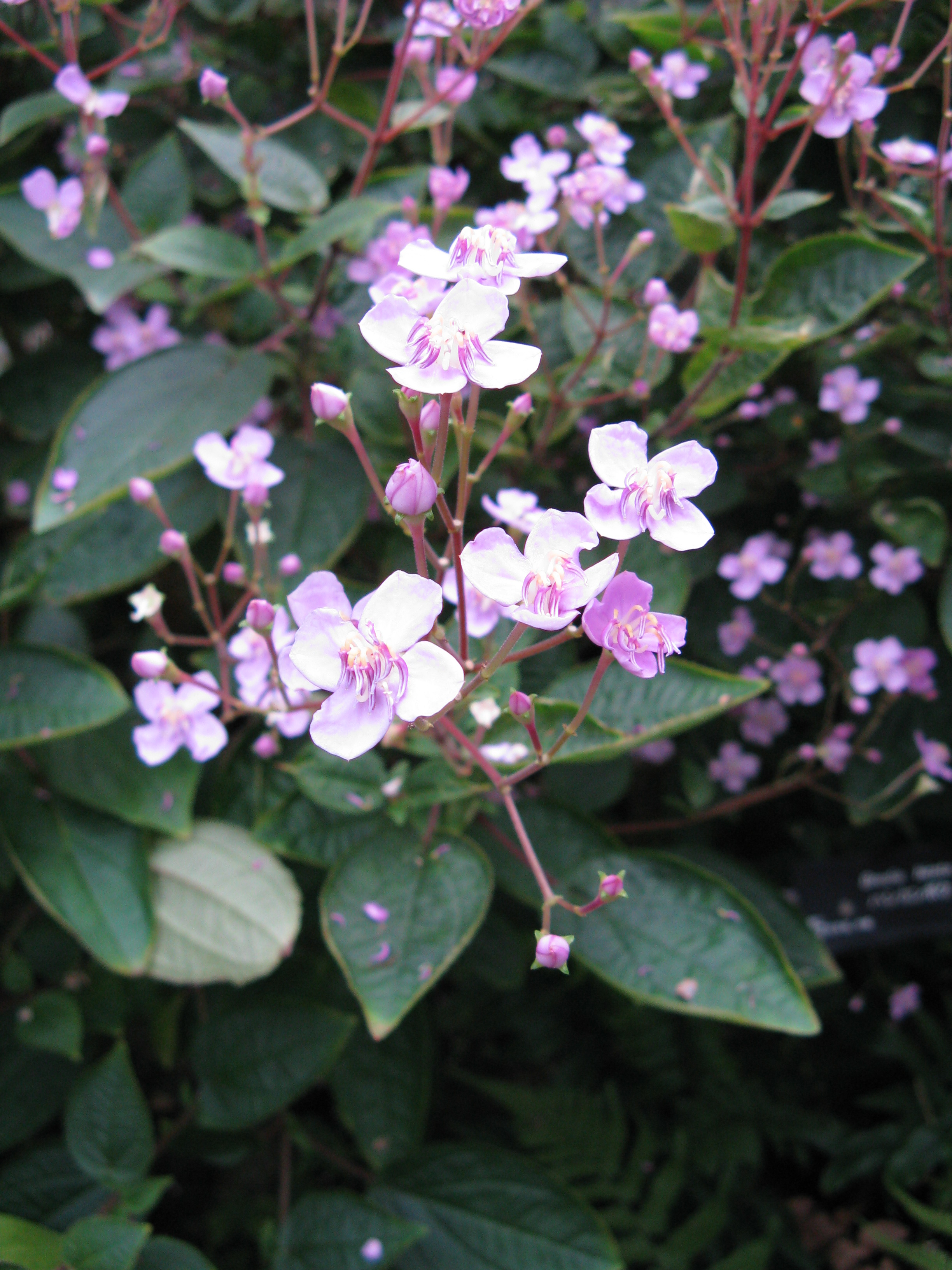
Vista de la planta

## Descripción
Son arbustos o subarbustos, que alcanzan un tamaño de 1 m de altura, erectos o trepadores. Tallos de 4 caras cuando son jóvenes, más tarde cilíndricos, extendiendo estrechamente de setoso a  hirsuto, tricomas glandulares. Peciolo de 1.3 a 4.5 cm; Limbo oval, oblongo-ovadas o elípticas, de 2-11 x 2-5 cm, parecido al papel, abaxialmente pubérulas y rara vez setosas sobre las venas y de otra manera glabra. Las inflorescencias terminales, paniculada cimosas, 5-14 × 3-7 cm. Pétalos blancos o lavanda, ovadas-orbiculares a oblongas, 8-11 × 4-5. El fruto es una cápsula en forma de copa para cornete; hipantio 5.4 ×  5 mm, 4-caras, con tricomas glandulares, truncado ápice. Fl. octubre-noviembre, fr. noviembre.

## Distribución y hábitat
Se encuentra en los bosques, laderas, valles, lugares sombreados húmedos, bordes de carreteras; a una altitud de 500-2000 metros en Taiwán.

## Taxonomía
Bredia hirsuta fue descrita por Carl Ludwig Blume y publicado en Mus. Bot. 1(2): 24. f. 25. 1849
Variedad aceptada
- Bredia hirsuta var. scandens Ito & Matsum.[3]